# Laetia suaveolens
Laetia suaveolens là một loài thực vật có hoa trong họ Liễu. Loài này được (Poepp.) Benth. mô tả khoa học đầu tiên năm 1861.